# Liga națională masculină de handbal 2008-2009
Liga Națională 2008-2009 este a cinzeci și una ediție a campionatului național de handbal masculin în 7. Constă într-o singură divizie cu 14 echipe. La sfârșitul sezonului, prima echipă devine campioană, în timp ce ultimele 2 sunt retrogradate în Divizia A.

## Clasament
Sursa: frh.ro Arhivat în 4 aprilie 2012, la Wayback Machine.
*Poz=Poziție;
- P=Puncte.

## Trofeul „Aurel Bulgariu”
- 1.Câștigător - Bogdan Voica CS Dinamo Baumit București